# پارک جونگ-بائه
پارک جونگ-بائه (انگلیسی: Park Jung-bae؛ زادهٔ ۱۹ فوریهٔ ۱۹۶۷) بازیکن فوتبال اهل کره جنوبی بود.
از باشگاه‌هایی که در آن بازی کرده‌است می‌توان به باشگاه فوتبال سئول، باشگاه فوتبال اولسان هیوندای، و باشگاه فوتبال بوسان ای‌پارک اشاره کرد.
وی همچنین در تیم ملی فوتبال کره جنوبی بازی کرده‌است.